# Operace Babylift

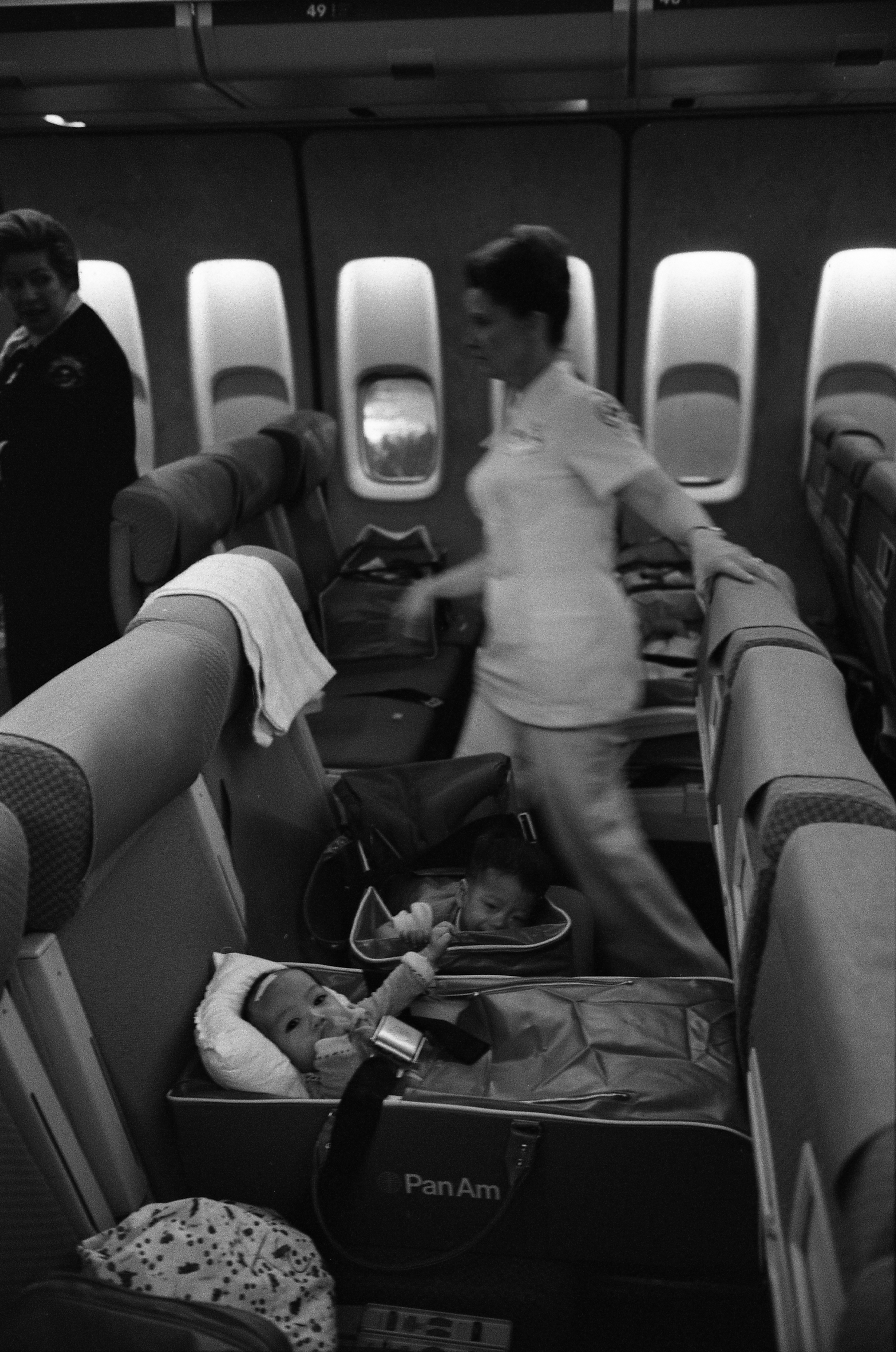
Let Babyliftu přilétá do San Francisca, 5. dubna 1975

Operace Babylift byl název pro hromadnou evakuaci dětí z Jižního Vietnamu do Spojených států a dalších západních zemí (včetně Austrálie, Francie, Západního Německa a Kanady) na konci vietnamské války (viz také Pád Saigonu), ve dnech 3. až 26. dubna 1975. Dětí bylo letecky přepraveno více než 3 300.

## Historie
Vzhledem k očekávanému konci vietnamské války některé americké adopční a servisní organizace požádaly vládu, aby pomohla sirotky z jejich zařízení ve Vietnamu evakuovat. Vzhledem k tomu, že město Danang ve střední části Vietnamu padlo v březnu 1975 a Saigon byl pod útokem, oznámil dne 3. dubna 1975 americký prezident Gerald Ford, že americká vláda zahájí leteckou přepravu sirotků ze Saigonu. Byla plánována série 30 letů letouny Military Airlift Command (MAC) C-5A Galaxy a C-141.
Přestože už 4. dubna 1975 při prvním letu s C5 Galaxy došlo k havárii, lety pokračovaly, dokud dělostřelecké ostřelování letiště Tan Son Nhut neznemožnilo letecký provoz.
Přes 2 500 dětí bylo přemístěno a adoptováno do rodin ve Spojených státech a u jejich spojenců, včetně přibližně 250 poslaných do Austrálie. Operace byla kontroverzní, protože nebylo zřejmé, zda byla evakuace v nejlepším zájmu dětí, a protože ne všechny děti byly sirotky. Spolu s další operací Nový život (Operation New Life) bylo do konce války z Vietnamu evakuováno přibližně 110 000 lidí.

### Havárie letadla
Letadlo C-5A Galaxy, sériové číslo 68-0218, letělo na úvodní misi operace Babylift s odletem z letiště Tan Son Nhut dne 4. dubna 1975. Dvanáct minut po startu došlo k něčemu, co se zdálo být výbuchem, když se roztrhla spodní zadní část trupu. Selhaly zámky zadní nakládací rampy, což způsobilo otevření a oddělení dveří a rychlou dekompresi. Ovládací a trimovací kabely ke směrovce a výškovce byly přerušeny, takže v provozu zůstalo pouze jedno křidélko a spoilery na křídle. Dva ze čtyř hydraulických systémů byly mimo provoz. Posádka zápasila s ovládáním, zvládala určitou kontrolu nad letadlem prostřednictvím změn v nastavení škrticí klapky a také pomocí jednoho funkčního křidélka a spoilerů na křídle. Posádka sestoupila do výšky 4 000 stop a připravovala se na nouzové přistání, ale přibližně v polovině zatáčky do konečného přiblížení se rychlost klesání zvýšila příliš rychle.
Když piloti viděli, že se nemohou dostat na přistávací dráhu, pokusili se letadlo znovu zvednout. To krátce přistálo v rýžovém poli a po čtvrtmílovém smyku se znovu dostalo do vzduchu, ale po půl míli narazilo na hráz a rozlomilo se na čtyři části, z nichž některé začaly hořet. Podle údajů zpravodajské služby USA přežilo 175 lidí a 138 lidí při havárii zahynulo, včetně 78 dětí a 35 pracovníků Úřadu přidělence obrany v Saigonu.

### Dozvuky
Nehoda při prvním letu s C5 Galaxy byla zaznamenána v jednom z dílů třetí řady seriálu Mayday. Několik cen v roce 2009 a 2010 získal také dokumentární film o nehodě Operace Babylift, ztracené děti Vietnamu.
Mnohé z dětí, které byly tehdy vyvezeny, dosud neví, kdo jsou jejich biologičtí rodiče. Vietnamská nezisková organizace Operation Reunite, která se věnuje adoptovaným dětem, používá testování DNA k porovnání adoptovaných s vietnamskými rodinami.